# Tihomir Kostadinov
Tihomir Kostadinov (makedonska: Тихомир Костадинов), född 4 mars 1996 i Valandovo, är en nordmakedonsk fotbollsspelare som spelar för Piast Gliwice. Han representerar även det nordmakedonska landslaget.

## Karriär
Den 23 december 2021 värvades Kostadinov av polska Piast Gliwice, där han skrev på ett 3,5-årskontrakt.